# Карреро Бланко, Луис
Луи́с Карре́ро Бла́нко (исп. Luis Carrero Blanco, 4 марта 1904, Сантонья — 20 декабря 1973, Мадрид) — премьер-министр Испании, неофранкист. Адмирал (1966). Правыми и консервативными кругами испанского общества рассматривался как продолжатель политики авторитарного правления Франко.

## Биография

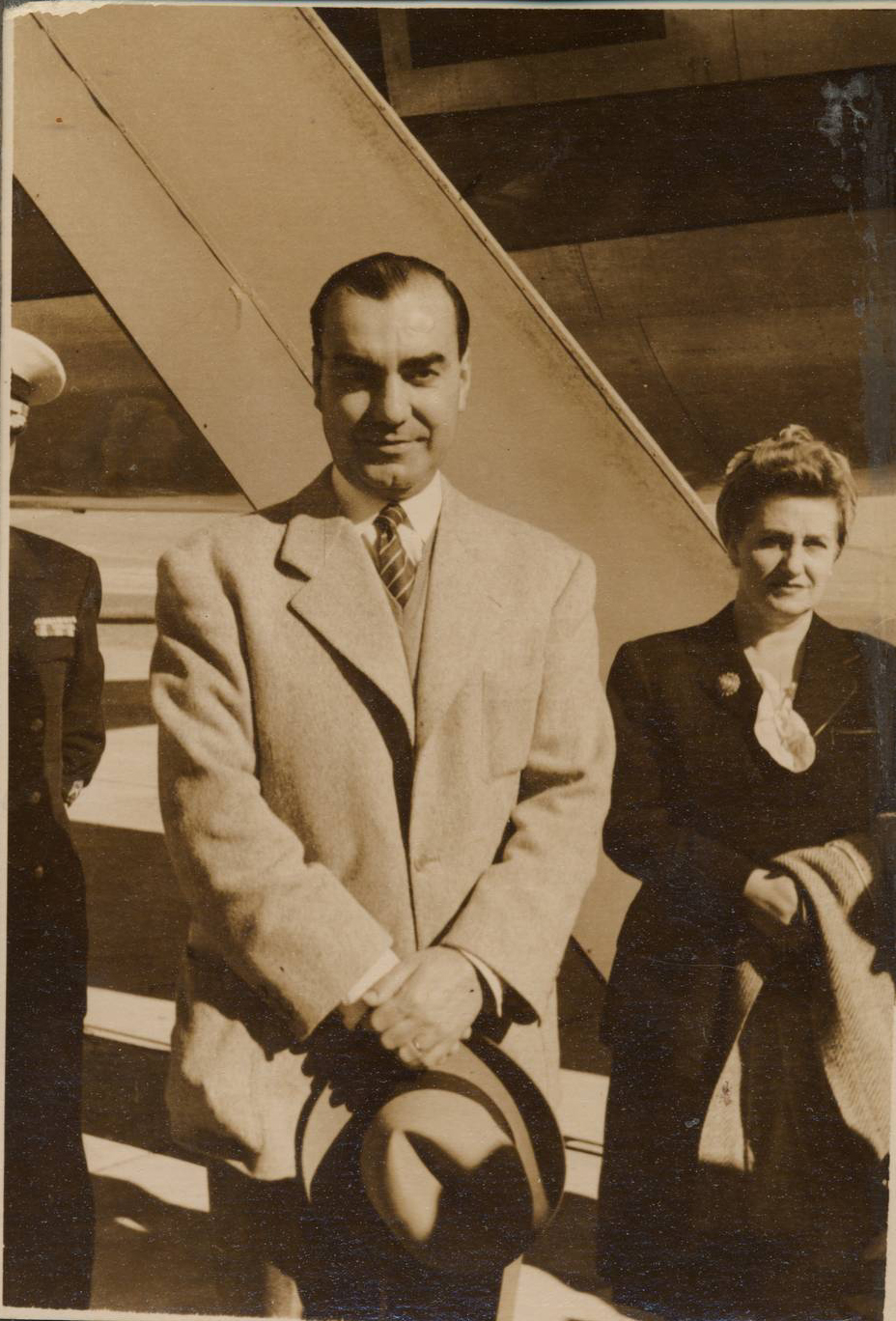
1947 год

В 1918 году окончил Королевскую Военно-морскую академию в городе Марин, провинция Понтеведра, Галисия. Получив при выпуске офицерское звание, принял боевое крещение в Рифской войне 1924—1926 годов, которую вели Испания и Франция против так называемой Рифской республики берберов. С началом гражданской войны в Испании, он скрывался в посольствах Мексики и Франции из страха перед республиканской милицией. В июне 1937 года ему удалось достичь территории, которую занимали войска мятежников, в том же году он был назначен командующим штаба флота.
В 1940—1951 годах являлся секретарем президиума правительства, в 1951—1967 годах — министр-секретарь, курирующий деятельность всех испанских секретных служб. В конце 1950-х годов он поддержал новый экономический курс, связанный с большей открытостью страны по отношению к Европе; выступал за экономическую модернизацию, но в рамках четких границ франкизма, исключавших какую-либо демократическую и социальную либерализацию общественно-политической жизни.
В 1963 году стал вице-адмиралом, а в 1966 году — адмиралом. С июля 1967 года — заместитель, в июне-декабре 1973 года — председатель правительства Испании и председатель «Национального движения». Получил должность в соответствии с законом (в случае смерти или недееспособности Франко был предусмотрен переход поста главы государства к назначенному им самим преемнику — члену испанской королевской фамилии, который станет королём Испании (в 1969 преемником Франко был утвержден принц Хуан Карлос Бурбон); по закону 1972 функции главы правительства и председателя «Национального движения» перешли бы в этом случае к заместителю председателя правительства (в 1972 — Луис Карреро Бланко).
Был убит террористами ЭТА 20 декабря 1973 года, когда он возвращался на машине из церкви. Террористы, сняв квартиру в одном из центральных районов, прорыли тоннель под проезжей частью улицы, по которой часто проезжал автомобиль Бланко, и заложили туда взрывчатку. Когда автомобиль премьер-министра пересекал заминированный участок дороги, прогремел взрыв, который оказался настолько мощным, что автомобиль Карреро Бланко был заброшен на балкон соседнего монастыря на противоположной стороне здания, и его не сразу нашли. Одним из участников теракта был Хосе Мигель Беньяран.
Преемником Карреро Бланко во главе правительства — после одиннадцати дней премьерства Торкуато Фернандеса-Миранды — стал Карлос Ариас Наварро.

## В искусстве
Операции ЭТА по убийству Карреро Бланко посвящены художественные фильмы:
- 1979 — «Операция „Чудовище“» (реж. Джилло Понтекорво)
- 2010 — «Печальная баллада для трубы» (реж. Алекс де ла Иглесиа, одна из сюжетных линий фильма).
- José Luis Madrid. «Comando Txikia: Muerte de un presidente»